# Honda Monkey
Honda Monkey — модель Мокік фірми Honda.
Виробляється з 1967 року. Передбачалося розміщення в багажнику легкового автомобіля, для чого половинки керма були зроблені складними.

## Історія
1967 — Випуск Z50M
1978 — Випуск Z50J

## Gorilla
Варіант з фіксованим кермом та збільшеним баком 9 л. Оснащувався тільки 4-ступінчастою КПП з ручним зчепленням. Випускався з 1978 по 1990 рр. і з 1998 по 2009 рр..

## Monkey R
Кардинально нова модель з іншого рамою та моноамортизатором ззаду. Потужність двигуна була підвищена до 4,5 к.с..

## Monkey Baja
Варіант в стилістиці ендуро. Відрізнявся розвиненим пластиковим обвісом та здвоєним фарою.